# Aleksiej Owczinin
Aleksiej Nikołajewicz Owczinin (ros. Алексей Николаевич Овчинин, ur. 28 września 1971 w Rybińsku) – rosyjski kosmonauta, Bohater Federacji Rosyjskiej (2017).

## Życiorys
W 1988 skończył szkołę średnią w Rybińsku, gdzie również uczył się w aeroklubie i szkole muzycznej, od 1988 służył w armii i uczył się (do 1992) w szkole lotniczej. Był lotnikiem-instruktorem i dowódcą klucza, pracował w Krasnodarskim Wojskowym Instytucie Lotniczym. W grudniu 2006 został kandydatem do oddziału kosmonautów Centrum Wyszkolenia Kosmonautów im. J. Gagarina, gdzie w czerwcu 2009 ukończył przysposobienie. W 2012 w stopniu podpułkownika został przeniesiony do rezerwy. Od 18 marca do 7 września 2016 jako dowódca uczestniczył w misji Sojuz TMA-20M/ISS-47/ISS-48, trwającej 172 dni, 3 godziny i 47 minut. 10 września 2017 otrzymał tytuł Bohatera Federacji Rosyjskiej i lotnika-kosmonauty Federacji Rosyjskiej.
11 października 2018 wziął udział w przerwanej z powodu awarii misji Sojuz MS-10. W wyniku awarii jednego z silników rakiety, kapsuła z astronautami wróciła na Ziemię po trajektorii balistycznej, przez co był narażony na większe niż zwykle przeciążenie.
Stowarzyszenie Uczestników Lotów Kosmicznych (Association of Space Explorers) przyznało mu dwie odznaki: Universal Astronaut Insignia za lot orbitalny (nr 544), a także Universal Astronaut Insignia za lot suborbitalny (nr 15).